# Elaine Hammerstein
Pour les articles homonymes, voir Hammerstein (homonymie).
Elaine Hammerstein (1897-1948) est une actrice américaine du cinéma muet et de théâtre.

## Biographie
Elaine, née le 16 juin 1897 à Philadelphie, est la fille du producteur de théâtre Arthur Hammerstein et la petite-fille d'Oscar Hammerstein I. Elle fait sa première apparition à Broadway en 1913 à l'âge de 17 ans dans la comédie musicale High Jinks avec l'acteur Snitz Edwards.
Après son mariage en 1926 elle arrête sa carrière d'actrice.
Elle meurt dans un accident de voiture le 13 août 1948 à Tijuana au Mexique.

## Filmographie partielle

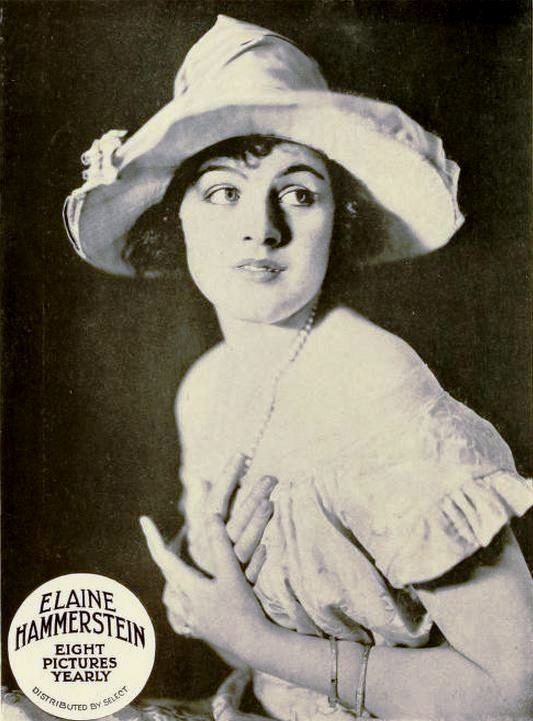
Elaine Hammerstein en 1919

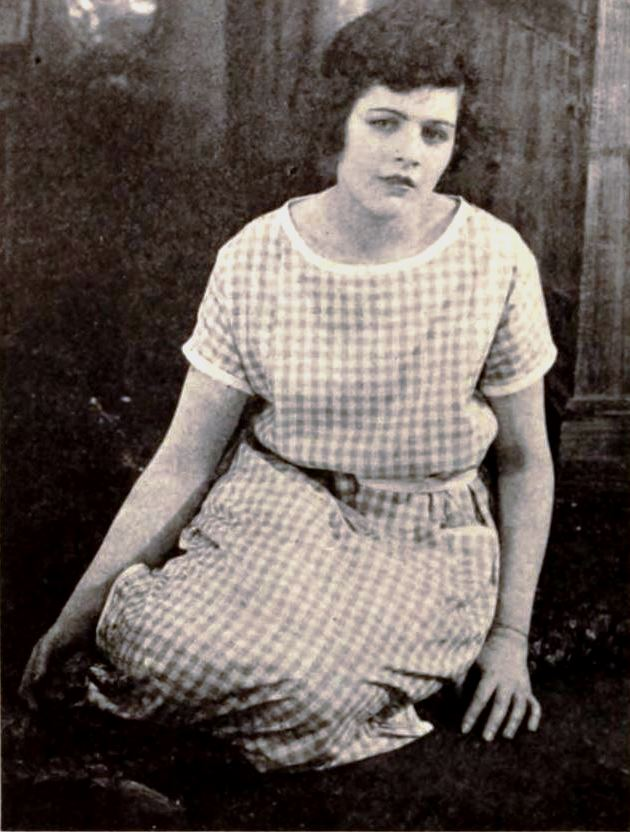
Dans The Daughter Pays

- 1915 : The Face in the Moonlight (en)
- 1915 : The Moonstone
- 1916 : Beatrice Fairfax
- 1917 : The Argyle Case
- 1918 : The Co-respondent
- 1918 : Lune de miel imprévue (The Accidental Honeymoon) de Léonce Perret : Kitty Grey
- 1918 : Her Man
- 1919 : The Country Cousin (en) d'Alan Crosland
- 1920 : The Pleasure Seekers (en)
- 1920 : The Woman Game
- 1920 : The Point of View (en) d'Alan Crosland
- 1920 : The Daughter Pays
- 1920 : Greater Than Fame (en) d'Alan Crosland
- 1921 : The Miracle of Manhattan de George Archainbaud : Mary Malone / Evelyn Whitney
- 1921 : L'Ombre du passé (The Girl from Nowhere) de George Archainbaud
- 1921 : Handcuffs or Kisses (en) de George Archainbaud (1921)
- 1921 : The Way of a Maid (en)
- 1922 : La Prisonnière (One Week of Love) de George Archainbaud : Beth Wynn
- 1922 : Why Announce Your Marriage ? d'Alan Crosland : Arline Mayfair
- 1922 : Reckless Youth
- 1923 : Broadway Gold (en)
- 1923 : Le Roman d'une reine (Rupert of Hentzau) de Victor Heerman
- 1923 : The Drums of Jeopardy
- 1924 : The Foolish Virgin de George W. Hill : Mary Adams
- 1924 : One Glorious Night (en)
- 1925 : S.O.S. Perils of the Sea
- 1925 : The Unwritten Law
- 1925 : Paint and Powder
- 1925 : Nuits parisiennes (Parisian Nights) d'Alfred Santell : Adele
- 1925 : After Business Hours
- 1926 : The Checkered Flag (en)
- 1926 : Ladies of Leisure (en)

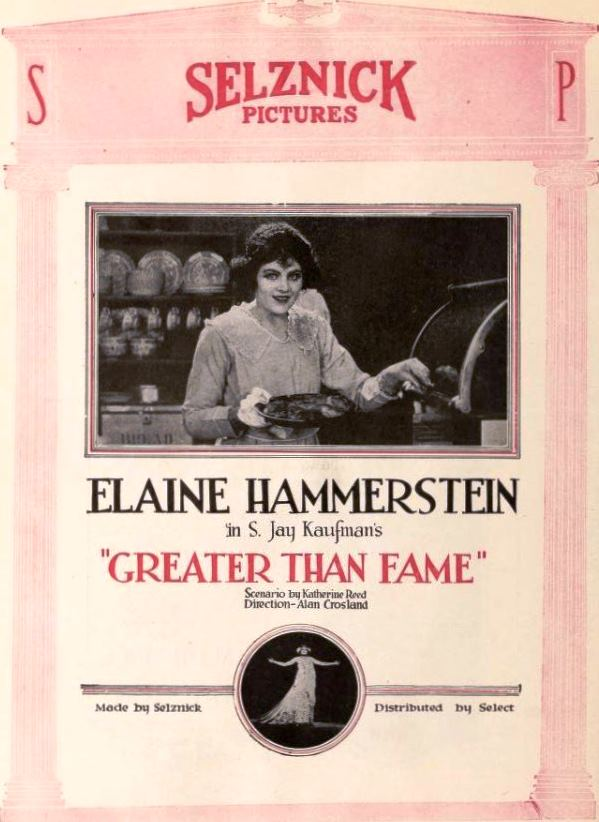
Greater Than Fame (1920)
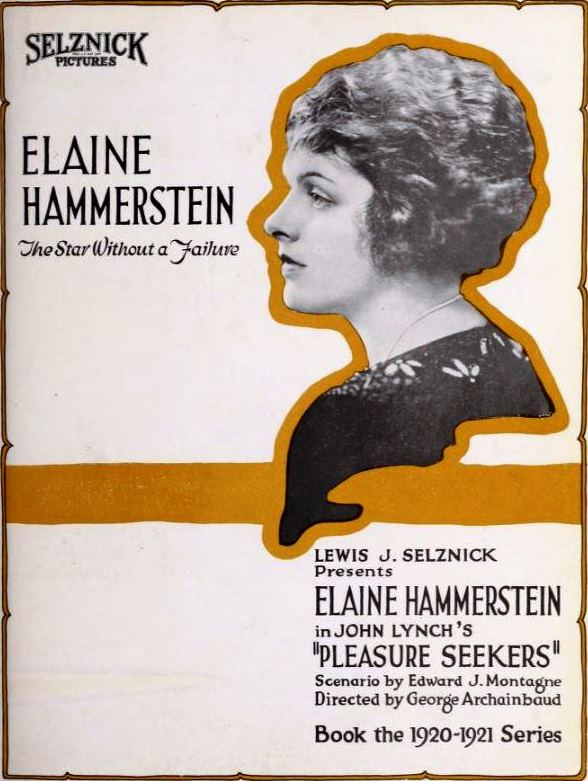
The Pleasure Seekers (1920)
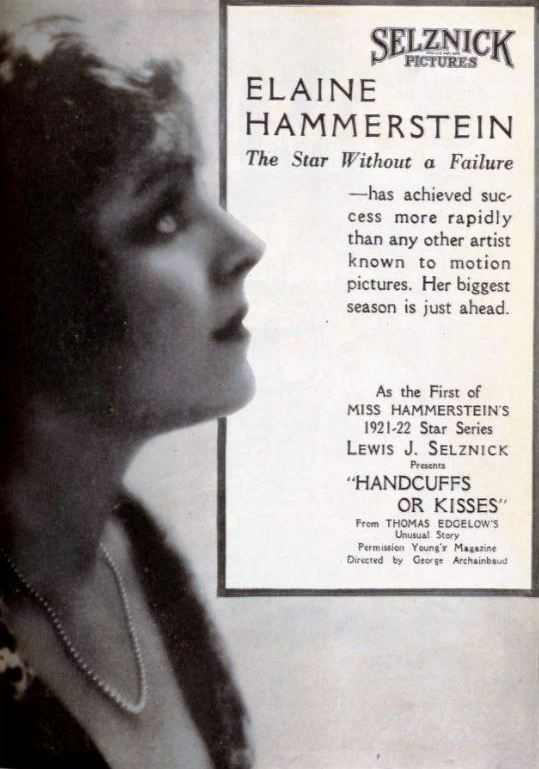
Handcuffs or Kisses (1921)
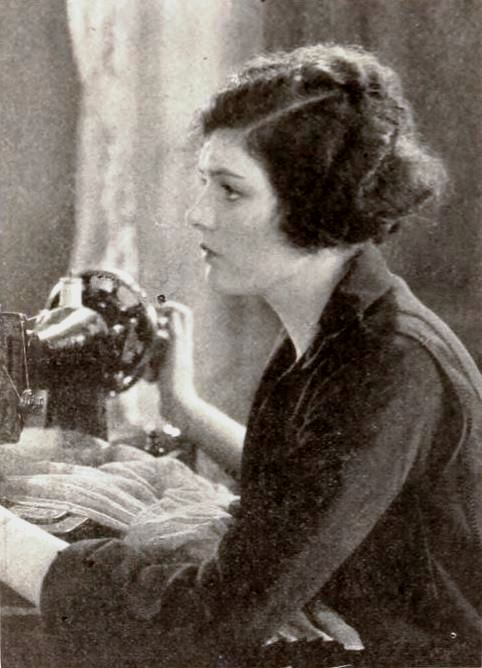
Poor, Dear Margaret Kirby (1921)